# Institut d'Investigació en Ciències de la Salut Germans Trias i Pujol
L'Institut d’Investigació Germans Trias i Pujol (IGTP) és un centre públic de recerca, situat a Badalona, al Barcelonès, que té com a objectiu principal incrementar el coneixement científic per transformar-lo a continuació en una millor salut i atenció mèdica dels pacients i de la comunitat. Forma part dels Centres de Recerca de Catalunya, més coneguts pel seu acrònim CERCA, de la Generalitat de Catalunya, i com a centre d'excel·lència, des del 2008 compta amb l'acreditació de l'Institut de Salut Carlos III (ISCIII) del Govern espanyol, és el paraigua de l'activitat investigadora i científica al voltant de l'Hospital Germans Trias i Pujol (HUGTP).
L'objectiu principal de l'IGTP és el de promoure, desenvolupar, transferir, gestionar i difondre la recerca, el coneixement científic i tecnològic, la docència i la formació en l'àmbit de les ciències de la vida i la salut. La seva missió és la de descobrir, preservar, disseminar i potenciar el coneixement multidisciplinar, traslacional i de desenvolupament tecnològic d'excel·lència de les ciències biomèdiques, en un procés continuat de superació qualitativa, mitjançant una organització dinàmica, eficient i eficaç. En ser un centre d'investigació de referència, les fites l'IGTP són assegurar el millor estat de salut psicofísica i la qualitat de vida de la població, mitjançant la transferència del coneixement, la tecnologia i la innovació generats en els programes d'investigació a la pràctica clínica i la terapèutica (translacionalitat).
L'activitat de recerca de l’IGTP es distribueix en 8 àrees, que suposen mig miler de publicacions científiques anuals en prestigioses revistes científiques. Aquestes àrees són: Ciències del comportament i abús de substàncies; Immunologia i inflamació; Malalties del cor, vasculars i respiratòries; Malalties infeccioses; Malalties endocrino-metabòliques, de l'os i renals; Fetge i aparell digestiu; Càncer; i Neurociències. A més, l'institut disposa de múltiples plataformes tecnològiques i unitats que donen un suport imprescindible als investigadors.
L'IGTP està ubicat al Campus Can Ruti de Badalona, on està fortament connectat amb la resta d'institucions que hi fan recerca: l'Institut Català d'Oncologia (ICO), l'Institut de Recerca de la Sida IrsiCaixa, la Universitat Autònoma de Barcelona (UAB), l'Institut Guttmann, l'Institut de Recerca contra la Leucèmia Josep Carreras (IJC), la Fundació Lluita contra la Sida (FLS), l'Institut de Medicina Predictiva i Personalitzada del Càncer (IMPPC), el Banc de Sang i Teixits (BST) i el Centre d'Estudis Epidemiològics sobre les Infeccions de Transmissió Sexual i Sida de Catalunya (CEEISCAT).
Des de l'octubre del 2020 el director de l'IGTP és Jordi Barretina Ginesta, que substitueix a l'anterior director, el doctor Manel Puig Domingo.